# Rejdová
Rejdová – wieś (obec) na Słowacji położona w kraju koszyckim, w powiecie Rożniawa. Pierwsze wzmianki o miejscowości pochodzą z roku 1551. 
Według danych z dnia 31 grudnia 2012, wieś zamieszkiwało 770 osób, w tym 392 kobiety i 378 mężczyzn.
W 2001 roku rozkład populacji względem narodowości i przynależności etnicznej wyglądał następująco:
- Słowacy – 90,92%
- Romowie – 7,05%
- Węgrzy – 0,27%

Ze względu na wyznawaną religię struktura mieszkańców kształtowała się w 2001 roku następująco:
- Katolicy rzymscy – 7,18%
- Grekokatolicy – 1,76%
- Ewangelicy – 80,62%
- Ateiści – 5,28%
- Nie podano – 2,98%